# Робот-доставщик

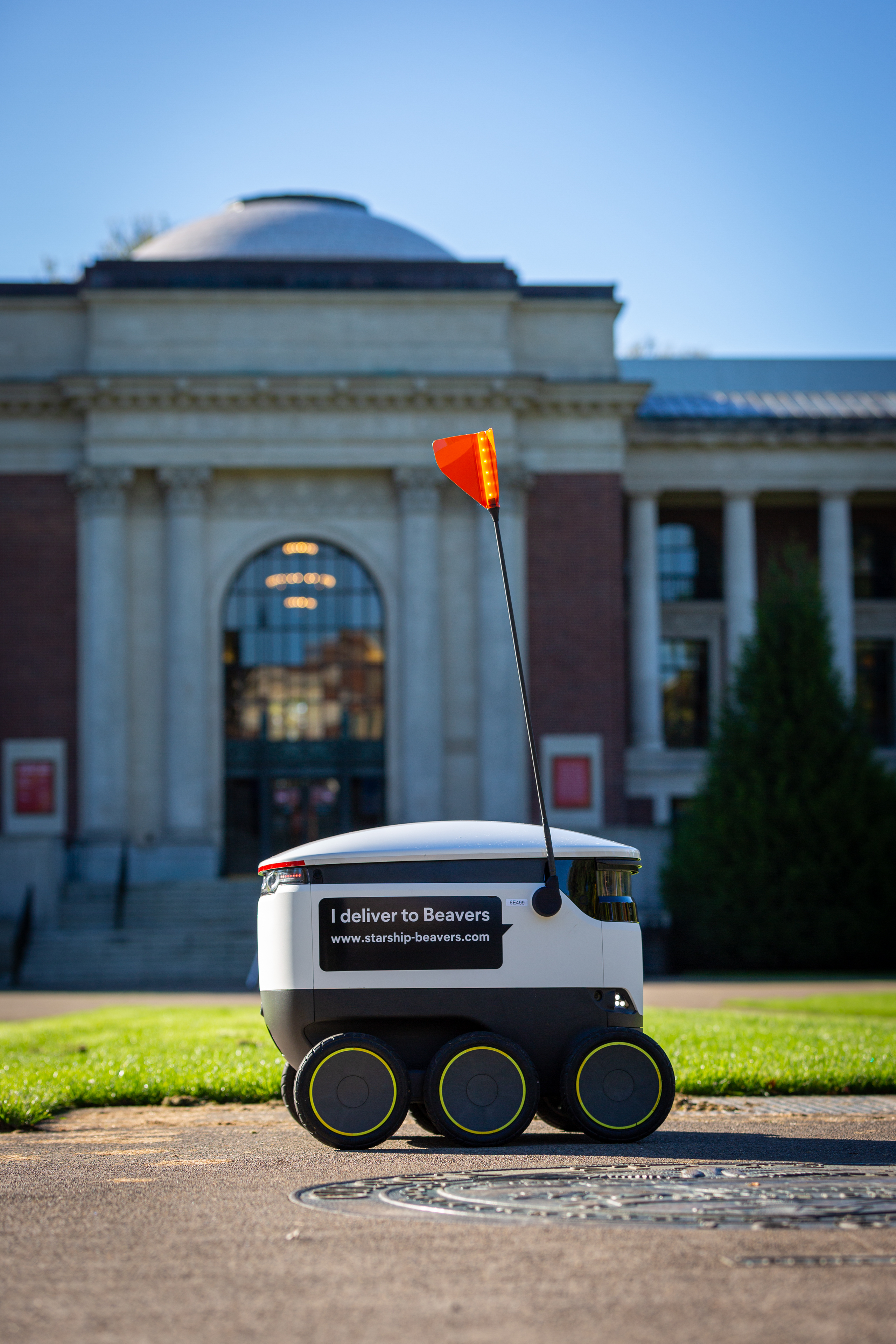
Робот-доставщик компании Starship Technologies возле Университета штата Орегон

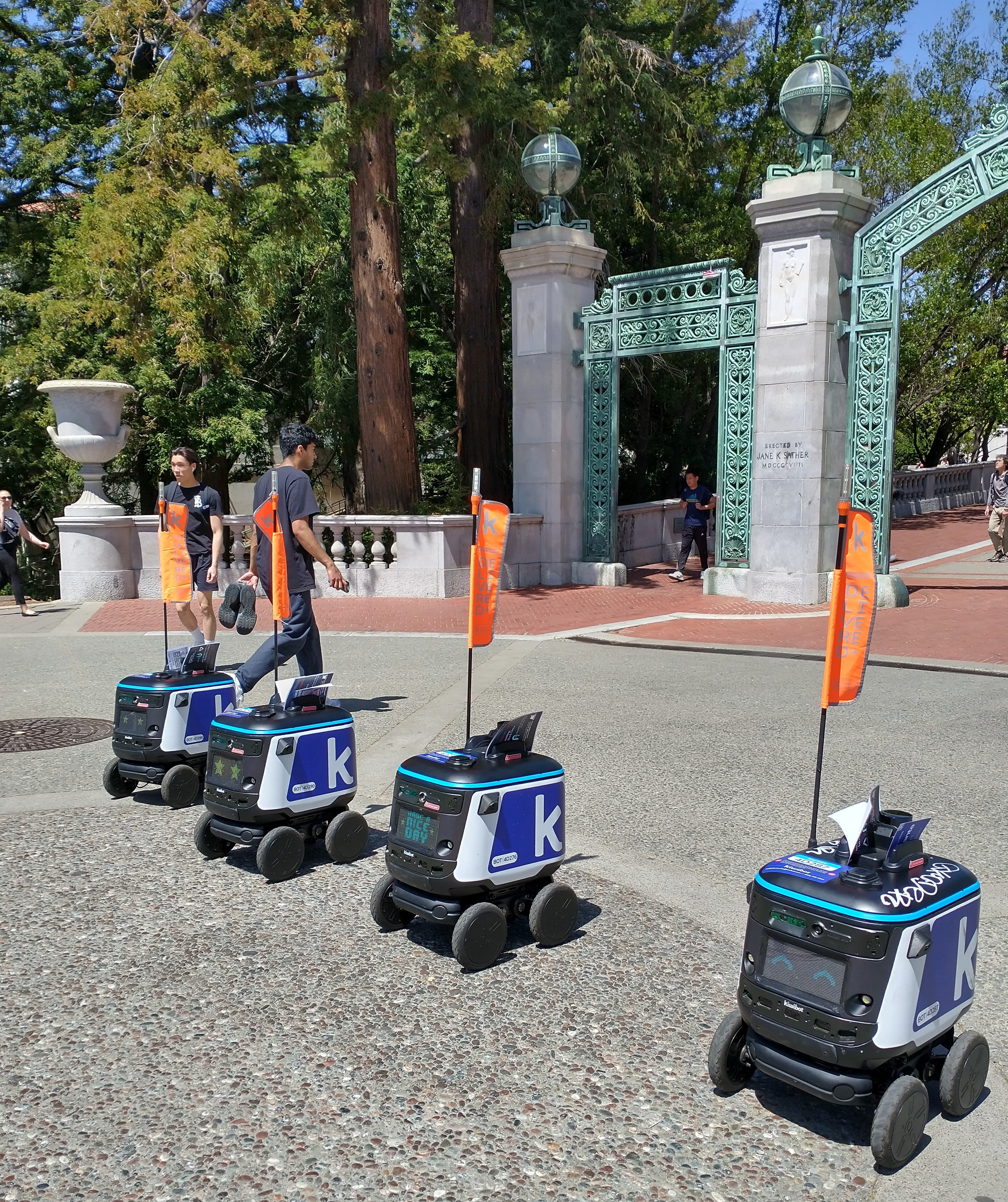
Роботы-доставщики Kiwibot компании Kiwi Campus возле Калифорнийского университета в Беркли

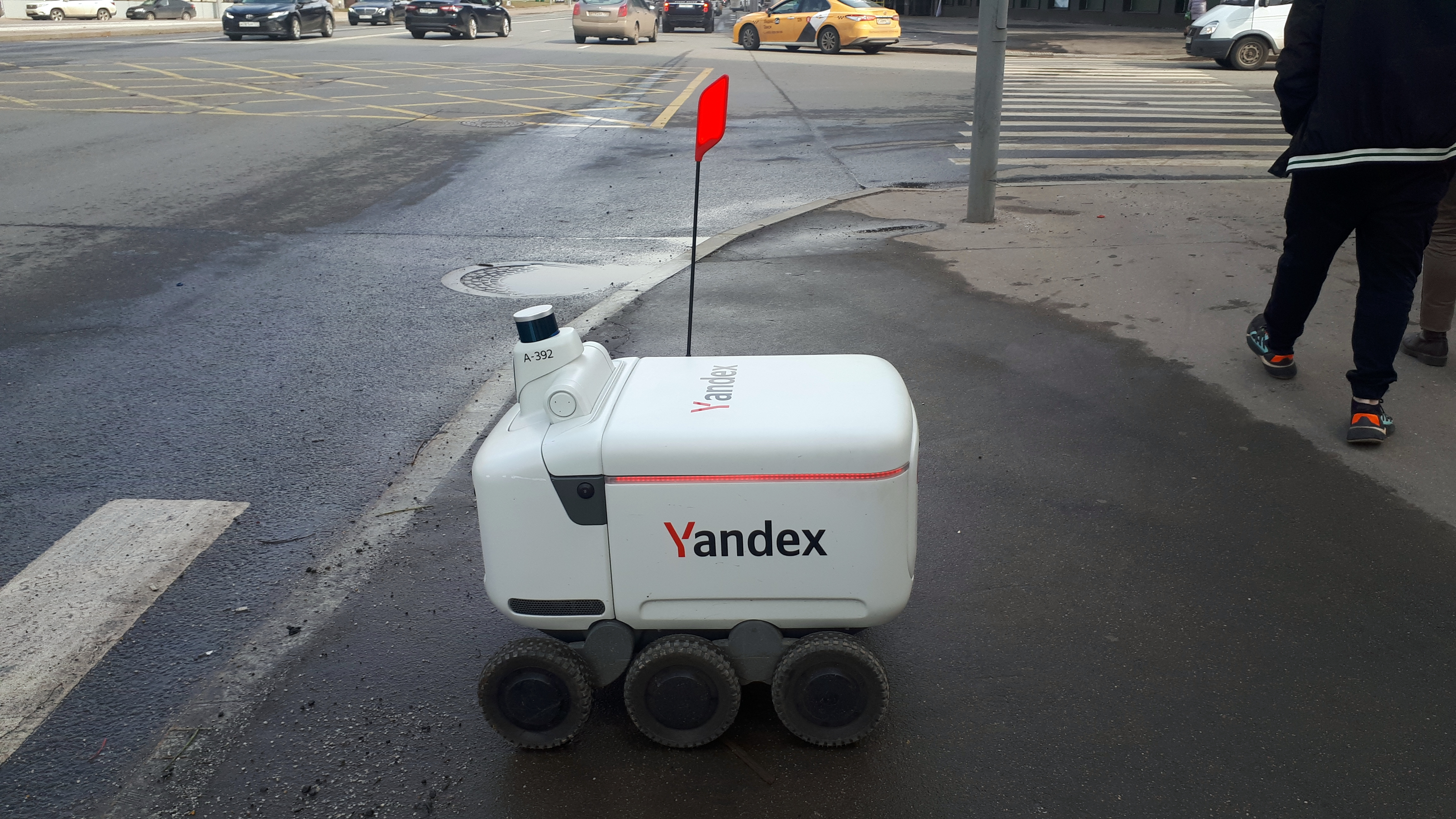
Робот-доставщик «Яндекса» в Москве

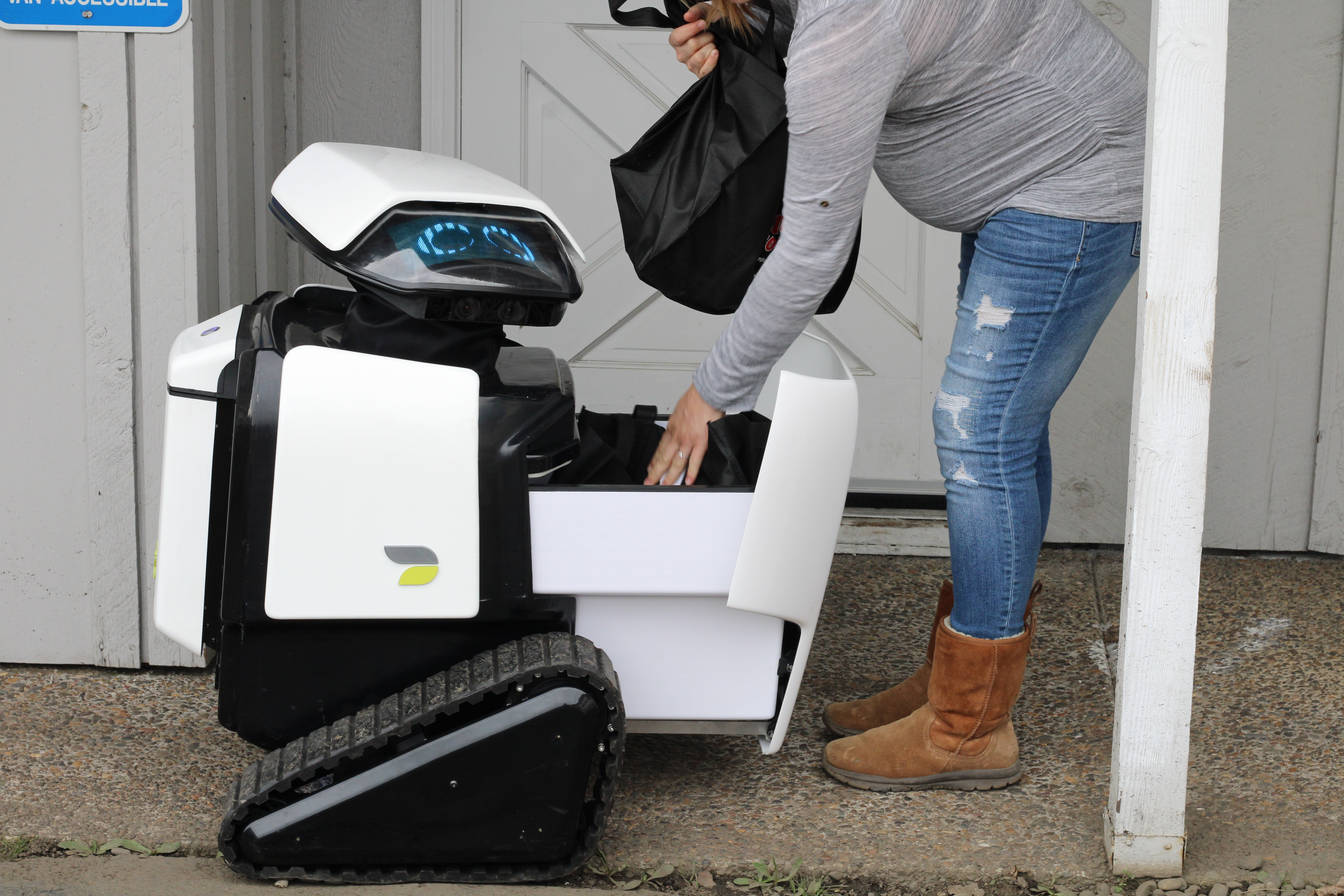
женщина забирает продукты из робота-доставщика

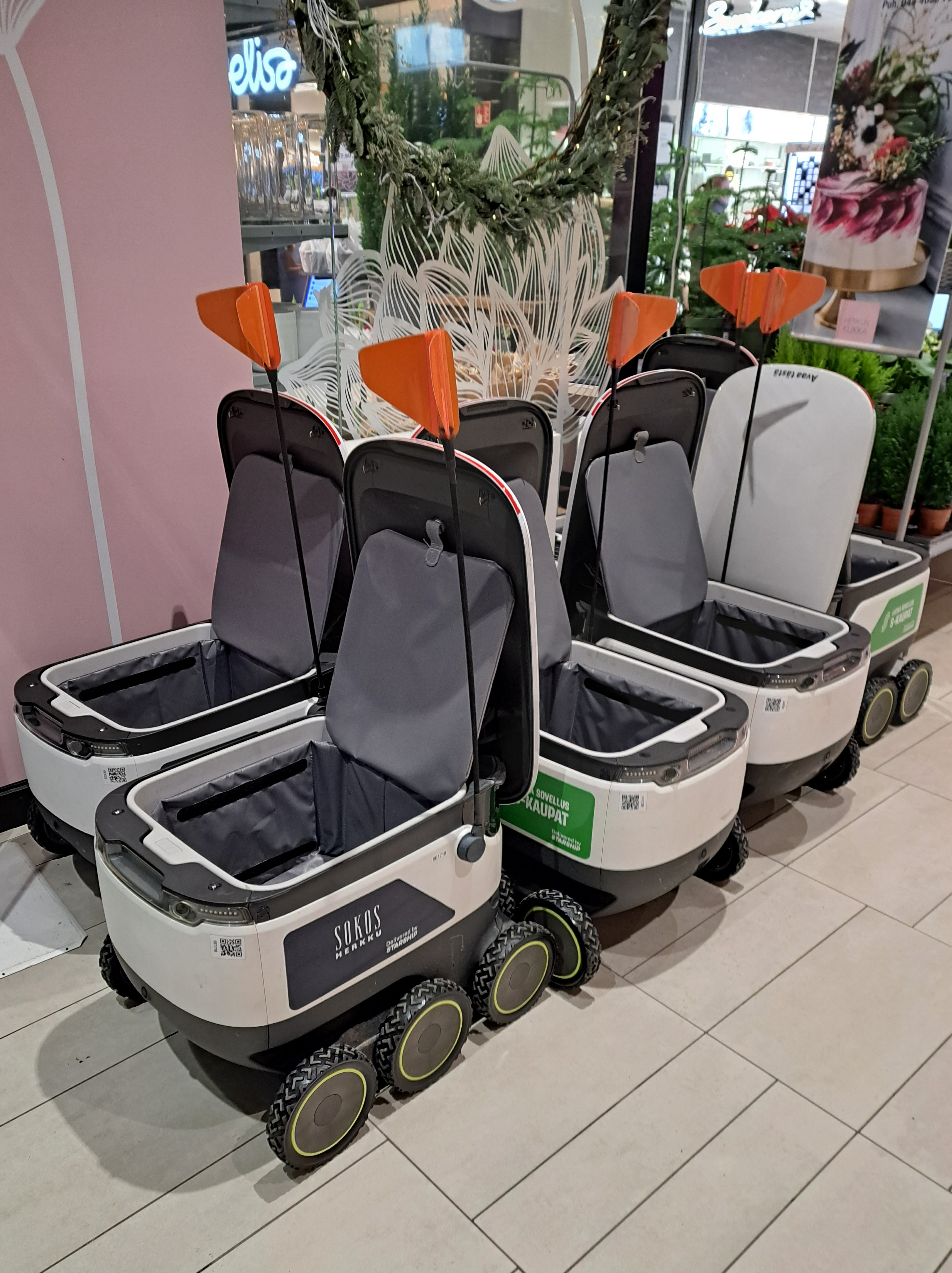
открытые роботы

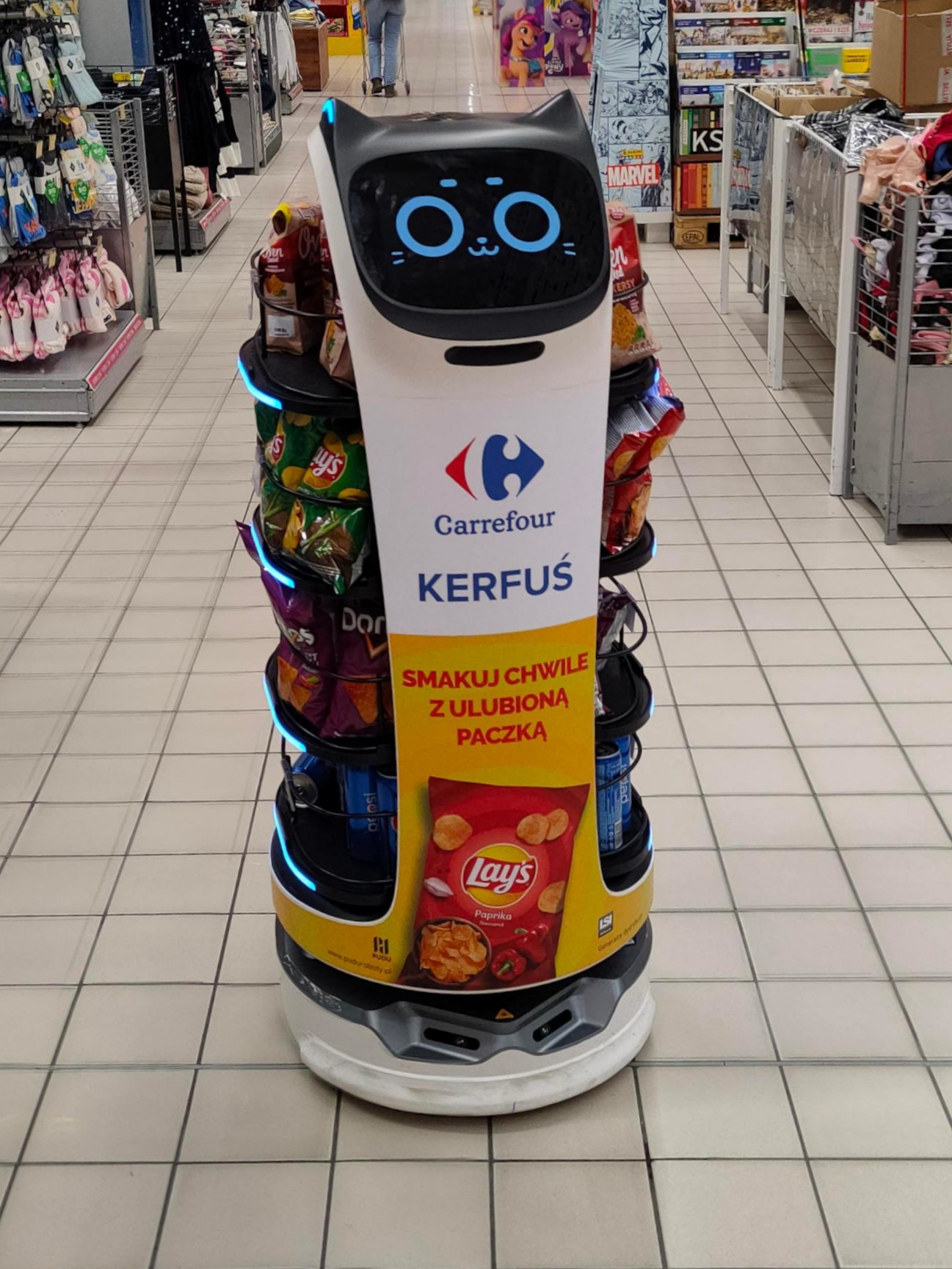
польский робот-доставщик Kerfus в магазине, стал очень популярным в Польше и в интернете

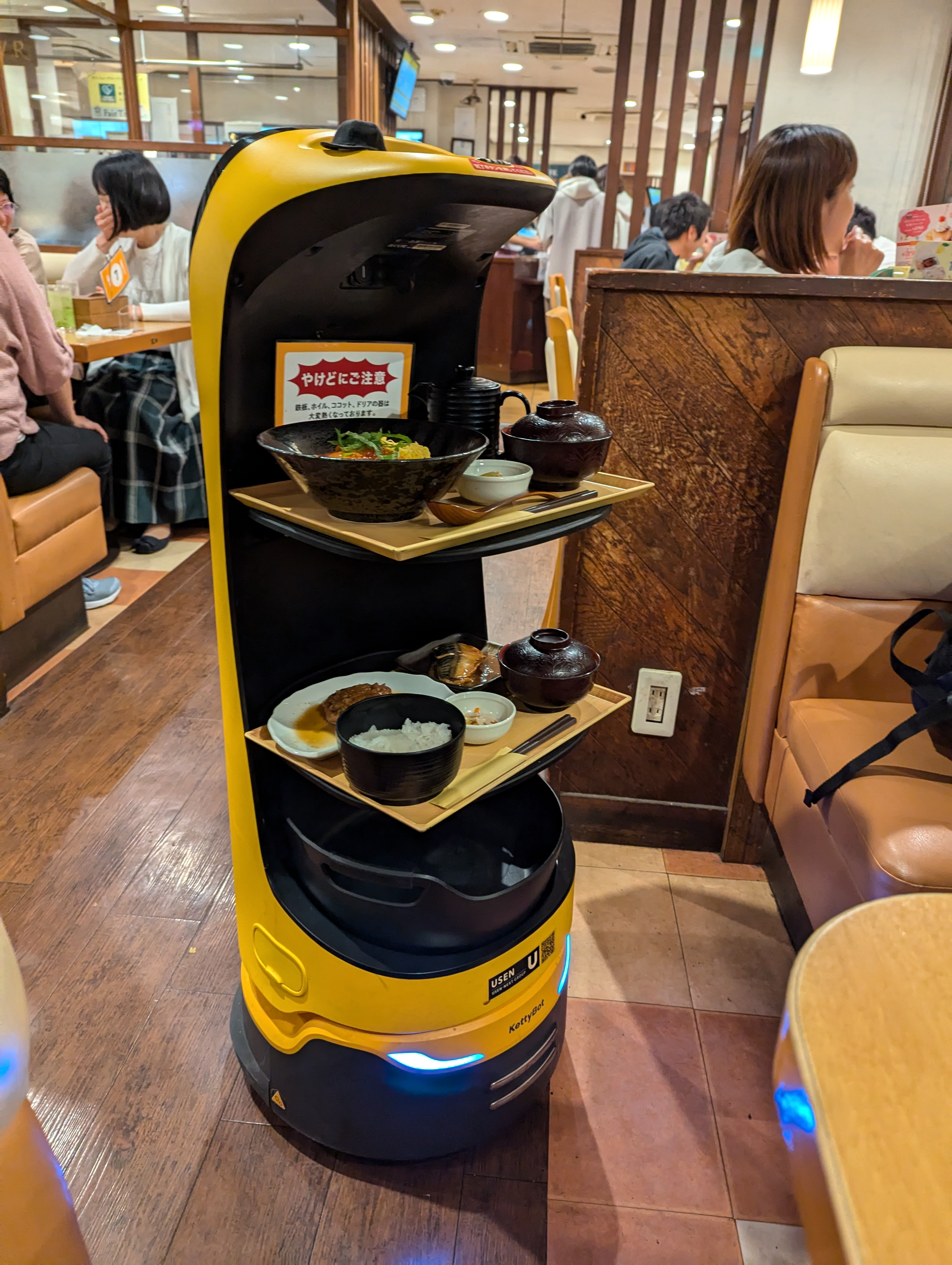
робот-доставщик еды (робот-официант) в ресторане)

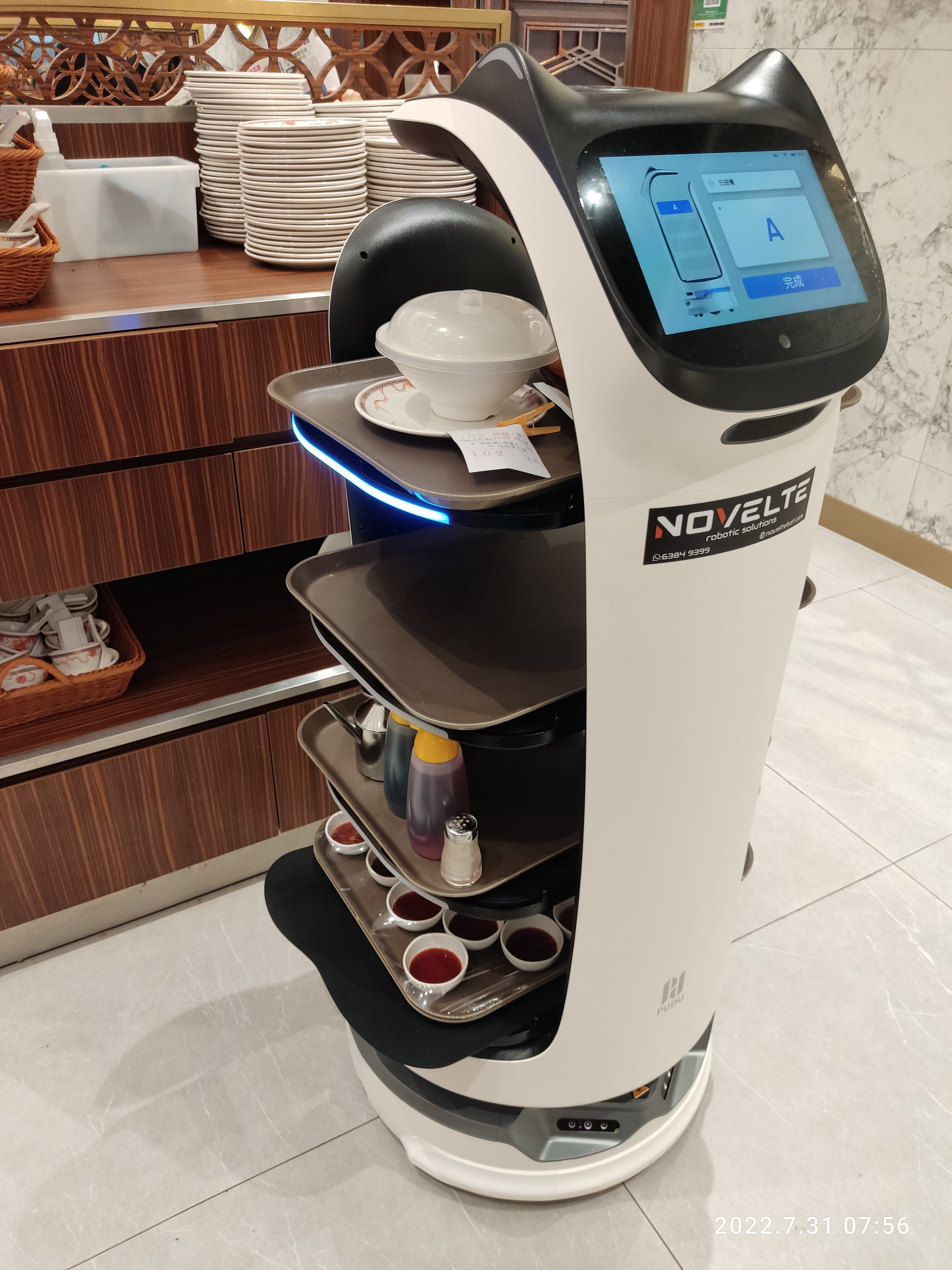
робот-доставщик еды в ресторане Гонконга 2022 год

Робот-доставщик или робот-курьер — робот, предназначенный для доставки покупателям товаров, приобретаемых ими в розничной торговле, а также доставки готовых блюд из заведений общественного питания заменяет людей курьеров, может доставлять посылки и бандероли с почты и т. д.
Одной из первых и наиболее успешных компаний, внедривших данную технологию, стала компания Starship Technologies, основанная в 2014 году сооснователями Skype Янусом Фриисом и Ахти Хейнлом. Прообразом робота-доставщика стал поисковый робот для взятия проб почвы, которого Хейнл разработал в 2013 году, участвуя в конкурсе NASA. Робот Starship весом 18 кг передвигается на шести колесах со скоростью — 6 км/ч. Он может перевозить груз до 10 кг в радиусе 6 миль. В пространстве он ориентируется благодаря ультразвуковым датчикам. Если в их зону попадает человек или, например, дерево, то объезжает его, либо останавливается. Он различает сигналы светофора, но принять решение — проехать на зелёный свет или нет — ему вначале помогал удаленный оператор. Клиент получает на мобильный телефон код заказа и вводит его для открытия робота и получения заказа.
Уже в 2016 году робота Starship начали тестировать в Лондоне и Нью-Йорке, в том же году с их помощью «Почта Швейцарии» начала доставлять посылки жителям Берна, Кёница и Бибериста, а к 2017 году 75 роботов Starship проехали свыше 25 тыс. км в 59 городах 16 стран. В 2017 году в Виргинии и Айдахо разрешили коммерческое использование таких роботов, в том же году разрешили их использование и в Эстонии.
По эстонским правилам скорость движения робота не должна превышать 6 км/ч, и он должен использовать для движения только тротуары и велосипедные дорожки, а автомобильные дороги он может пересекать по пешеходным переходам. Робот должен иметь мигалки и габаритные огни. В сентябре 2017 года в Таллине произошел первый дорожный инцидент с участием робота — робот, пересекавший улицу на зелёный свет светофора, был сбит поворачивающим направо автомобилем. От удара робот перевернулся на бок, но не был поврежден. После того как сопровождавший робота человек поставил его на колеса, робот вновь продолжил движение.
Роботы-доставщики активно использовались в студенческих кампусах в США, где есть ограничения на движение автомобилей.
В Китае роботы-доставщики начали работать в 2017 году. Их созданием занялись сразу несколько китайских компаний: JD.com, Alibaba Group, Suning. Alibaba Group создала сразу несколько роботов-доставщиков. Первый из них, представленный в 2018 году G Plus был разработан совместно с компанией Robosense. Главное его отличие от аналогов заключается в том, что он узнает получателя заказа с помощью компьютерного зрения. Второй робот компании, Xiaomanl, может перевозить до 50 посылок одновременно и проходить без подзарядки до 100 км.
В России в 2019 году началось тестирование роботов-доставщиков «Яндекса». К сентябрю 2023 года в Москве, Ленинградской области и Иннополисе они доставили 253 тысячи заказов. Другая российская компания, «Эдкар», разработала шарообразного робота-доставщика. Он может развивать скорость до 15 км/ч, поворачиваться на 360 градусов и легко менять направление движения. У него есть компьютерное зрение, он обходит препятствия и умеет спускаться с тротуара. У него также есть динамик, через который робот может попросить пешеходов уступить ему дорогу.
Препятствуют движению роботов-доставщиков некачественные дороги и снег.